# Emil Muller (żołnierz)

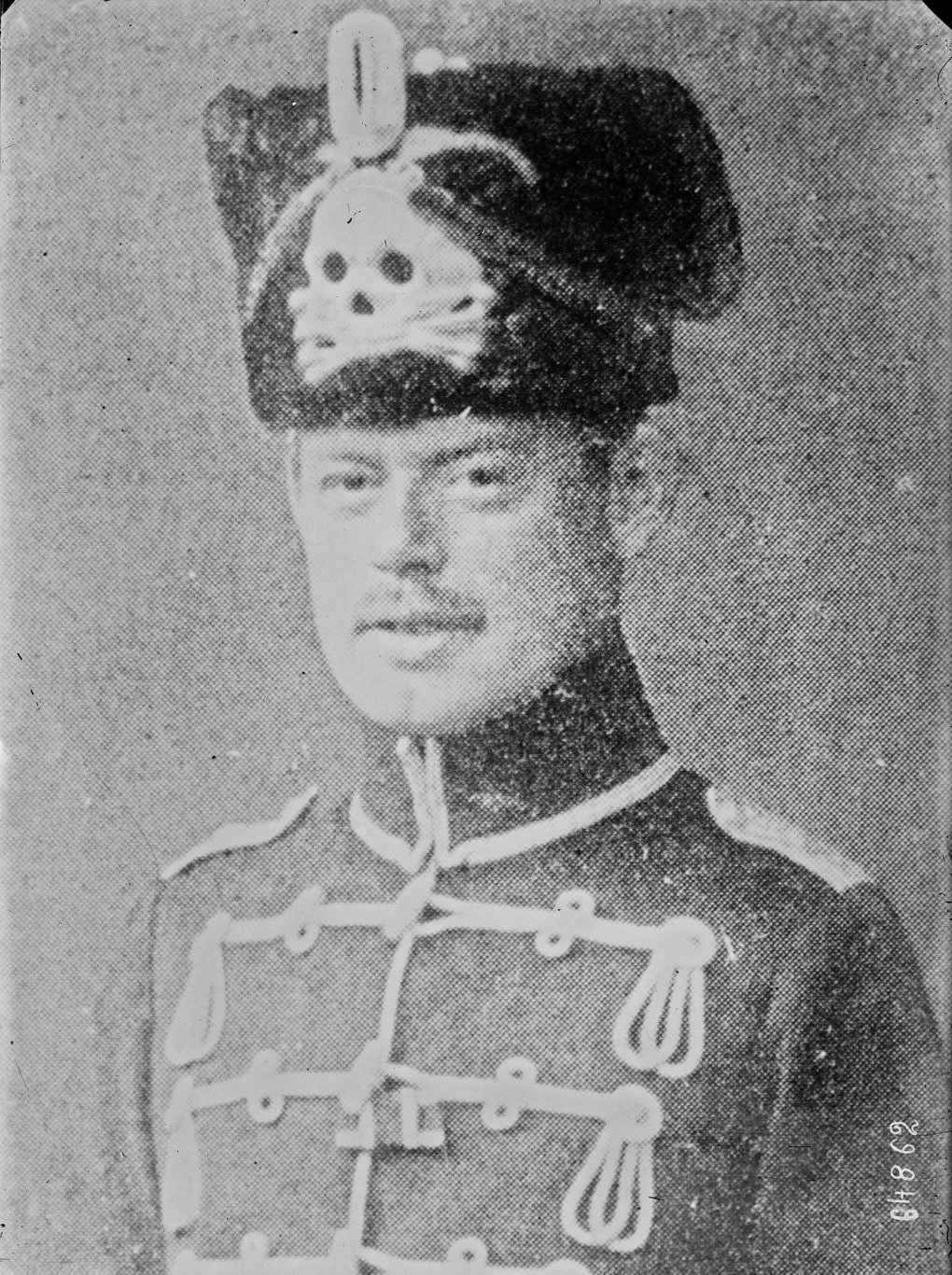
Emil Müller w mundurze pruskiego huzara

Emil Müller – kapitan Armii Cesarstwa Niemieckiego, którego uznano winnym w procesie lipskim w 1921 roku.
Müller urodził się w Karlsruhe i przed wstąpieniem do armii pracował jako adwokat. Był dowódcą obozu jenieckiego, w którym osadzono ok. 1000 więźniów. Po klęsce Niemiec w I wojnie światowej został oskarżony o znęcanie się nad więźniami poprzez utrzymywanie w obozie złych warunków pobytowych, psychicznego znęcania i tolerowania przestępstw popełnianych przez więźniów wobec innych osadzonych. W efekcie panujących warunków dochodziło w kierowanym przez niego obozie do wielu zgonów z powodu czerwonki.
W efekcie procesu został skazany na sześć miesięcy więzienia. Użyto wówczas po raz pierwszy pojęcia odpowiedzialności polecenia.